# Rafel Bruguera i Batalla
Rafel Bruguera i Batalla   (Girona, 11 d'octubre de 1956) és un polític català, senador per Girona en la VIII, IX i X legislatures i diputat al Parlament de Catalunya en la XI i XII legislatures.

## Biografia
És mestre d'Educació General Bàsica especialitzat en filologia catalana, màster en gestió i dret local per la Universitat Autònoma de Barcelona, i diplomat de postgrau en comunicació i estratègia política per la mateixa universitat. Ha estat membre del consell d'administració de Caixa de Girona des de 1995. Militant del PSC-PSOE des de 1977, és membre del consell nacional del PSC des de 1996 i secretari d'organització del PSC a les comarques de Girona.
Ha estat regidor de l'ajuntament de l'Escala el 1979-1983, alcalde de l'Escala el 1983-1995 i novament regidor del 1995 al 2003. També ha estat diputat de la Diputació de Girona del 1989 al 2003. Entre altres càrrecs, també ha estat vicepresident del Consorci de la Costa Brava (1987-1995), membre del Consell Català de l'Esport (1991-1995), del Consell Nacional de la Federació de Municipis de Catalunya (1987-1995), del Consell Comarcal de l'Alt Empordà (1988-1989), de la Comissió de Cooperació Local de Catalunya (1991-1995), de l'Organisme Autònom del Conjunt Monumental d'Empúries (1993-1995) i del Consell General de Fira de Girona (1995-2003). A les eleccions generals espanyoles de 2004, 2008 i 2011 fou escollit senador per la província de Girona per l'Entesa Catalana de Progrés. Fou elegit diputat a les eleccions al Parlament de Catalunya de 2015 i a les de 2017.
El 2020 va decidir acabar la seva trajectòria parlamentària i no presentar-se a les eleccions al Parlament de 2021.

## Obres
- Joan Ballesta «Calafat», un escalenc alcalde de la Girona Republicana (CCG Edicions, 2008) [coordinador i coautor, juntament amb Anna Ballesta i Lluís Colomeda];
- Escalencs assassinats durant la Guerra Civil (CCG Edicions, 2009);
- Antoni Puig «Tonet», barber, àcrata i savi. L'anarquisme i la Guerra Civil a l'Escala (CCG Edicions, 2010),
- Les drassanes Sala de l'Escala. Sis generacions de mestres d'aixa (Impremta Pagès, 2014).
- Jaume Pellicer Lleonart, Quicus. El tràgic exili d'un republicà (Pagès Editors, 2017).
- Martí Rouret l'Escala, Móra d'Ebre, Barcelona, Mèxic. (Fundació Josep Irla, desembre de 2019).